# Lepeophtheirus goniistii
Lepeophtheirus goniistii är en kräftdjursart som beskrevs av Yamaguti 1936. Lepeophtheirus goniistii ingår i släktet Lepeophtheirus och familjen Caligidae. Inga underarter finns listade i Catalogue of Life.